# Episodi di Criminal Minds: Beyond Borders (seconda stagione)
La seconda e ultima stagione della serie televisiva Criminal Minds: Beyond Borders, composta da 13 episodi, è stata trasmessa in prima visione negli Stati Uniti d'America dalla CBS dall'8 marzo al 17 maggio 2017.
In Italia, la stagione è stata trasmessa in prima visione su Rai 2 dal 2 luglio al 3 settembre 2017.
| nº | Titolo originale          | Titolo italiano           | Prima TV USA   | Prima TV Italia  |
| -- | ------------------------- | ------------------------- | -------------- | ---------------- |
| 1  | Lost Souls                | Anime perse               | 8 marzo 2017   | 2 luglio 2017    |
| 2  | Il Mostro                 | Il mostro                 | 15 marzo 2017  | 2 luglio 2017    |
| 3  | The Devil's Breath        | Il respiro del diavolo    | 22 marzo 2017  | 9 luglio 2017    |
| 4  | Pretty Like Me            | La donna perfetta         | 29 marzo 2017  | 9 luglio 2017    |
| 5  | Made In...                | Made in...                | 5 aprile 2017  | 23 luglio 2017   |
| 6  | Cinderella and the Dragon | Cenerentola e il drago    | 12 aprile 2017 | 23 luglio 2017   |
| 7  | La Huesuda                | I semi del dolore         | 12 aprile 2017 | 30 luglio 2017   |
| 8  | Pankration                | Lotta per la vita         | 19 aprile 2017 | 30 luglio 2017   |
| 9  | Blowback                  | Contraccolpo              | 26 aprile 2017 | 20 agosto 2017   |
| 10 | Type A                    | L'orchidea viola          | 3 maggio 2017  | 20 agosto 2017   |
| 11 | Obey                      | Obbedienza                | 10 maggio 2017 | 3 settembre 2017 |
| 12 | Abominable                | La stanza della rinascita | 17 maggio 2017 | 3 settembre 2017 |
| 13 | The Ripper of Riga        | La danza della morte      | 17 maggio 2017 | 3 settembre 2017 |